# Otto Germann
Otto Germann (* 1. April 1885 in Altenkirchen (Pfalz); † 12. Mai 1967 in Kaiserslautern) war ein deutscher Geograph, Geologe und Lehrer.

## Leben
Otto Germann wuchs in einer Großfamilie in der Westpfalz auf, er besuchte nach der Volksschule die Präparandenschule in Kusel und wechselte dann auf die Lehrerbildungsanstalt in Kaiserslautern. Nach einer Lehrtätigkeit in Kusel ging er 1908 an die Präparandenschule in Edenkoben. Von 1912 bis 1914 studierte er in München Chemie, Mineralogie, Geographie und Biologie, 1915 folgte das Lehramtsexamen. Im Ersten Weltkrieg wurde er schwer verletzt und erkrankte. Ab 1919 leitete er die Präparandenschule in Kusel. Germann war politisch für die Deutsche Volkspartei tätig und kämpfte unter Lebensgefahr 1923 gegen den Separatismus in der Pfalz. 1924 war er der literarisch-wissenschaftliche Gründer der Heimatblätter des Remigiuslandes. Nach Auflösung der Schule kam er 1925 an das Lehrerseminar und die Aufbauschule in Kaiserslautern und lehrte dort als Studienprofessor Chemie und Geographie bis zu seiner Pensionierung. Sein Schwerpunkt war die Geologie der Westpfalz. Er veröffentlichte viele wissenschaftliche Texte in Zeitschriften und Büchern.
Otto Germann war Ehrenmitglied der Pollichia. Er war der ältere Bruder von Johanna Germann.

## Werke
- Erdgeschichtliche Heimatkunde der Pfalz und der angrenzenden Teile des Saargebietes. Otterbach (Pfalz), Arbogast 1955.